# Cinema da Escandinávia
O Cinema dos países da região da Escandinávia - Dinamarca, Suécia, Noruega, Islândia, Finlândia
()
- está tradicionalmente ligado às linguagens do teatro e a algumas das principais vanguardas artísticas europeias.
O dramaturgo Ingmar Bergman começou a dirigir filmes com uma forte influência da linguagem e da estética teatral, realizando "O Sétimo Selo", "Persona", "Gritos e Sussurros", "Morangos Silvestres", "O Ovo da Serpente", "Fanny e Alexander", entre outros.
Em 1995, os cineastas dinamarqueses Lars von Trier e Thomas Vinterberg lançaram o manifesto do "Dogma 95", uma proposta estilística para realizar filmes independentes da indústria e dos grandes estúdios.
O cineasta islandês, Fridrik Thor Fridriksson, um dos mais importantes cineastas do país, fundou a primeira revista islandesa sobre cinema e participou da criação do Reykjavik Film Festival. Em 1991, fez "Os Filhos da Natureza" (Börn náttúrunnar/Children of Nature) que foi selecionado para concorrer ao Oscar de melhor filme estrangeiro.
Apesar de ter lançado o manifesto, Von Trier não aderiu a suas próprias propostas - à exceção de "Os Idiotas" - e ficou mais conhecido por grandes produções de forte conteúdo dramático e impacto ideológico, como "Europa", "Ondas do Destino", "Dançando no Escuro" e "Dogville".

## Principais diretores
- Ingmar Bergman
- Victor Sjöström
- Lars Von Trier
- Thomas Vinterberg

## Nota
1. ↑  Os "países escandinavos" são Noruega, Suécia e Dinamarca, embora muitos geógrafos incluam também a Islândia e raramente a Finlândia nessa designação, no entanto, através de tratado de cooperação entre estes países, são considerados como "países nórdicos".